# Lars Nilsson (chamán)
Lars Nilsson (ejecutado en 1693) fue un sami ejecutado en la hoguera por ser seguidor de la antigua religión sami en Arjeplog, Suecia durante la época de cristianización del pueblo lapón o sami.

## Trasfondo
En 1691, las autoridades de la iglesia y el estado enviaron una pareja de samis cristianos a investigar un caso de sospecha de hechicería sobre el sami Lars Nilsson. Cuando regresaron, informaron al sacerdote Pehr Noraeus.
Le contaron que habían visto a Lars cantando y tocando el tambor de rodillas delante de los ídolos de madera de los dioses sami fuera de su tienda por su nieto, que pocas horas antes se había ahogado accidentalmente en un pozo, con el propósito de devolverle la vida. El sami cristiano le había dicho que detuviera su actividad "diabólica" y le quitó el tambor con fuerza. Lars entonces les atacó con un cuchillo por haber interrumpido su intento de devolverle la vida a su nieto. Cuando regresaron, Lars había colocado fuera tres ídolos de dioses y un símbolo del dios Horagalles (el dios del trueno), ofreciéndoles huesos y sangre de un reno sacrificado. Cuando los cristianos destrozaron su altar, Lars gritó una oración a Horagalles para que los derribara con un trueno. Entonces envió a su hijo al pueblo para conseguir ayuda, pero el sami cristiano tomó las figurillas de los dioses y el tambor y huyó con ellos junto a los sacerdotes Erich Noraeus y su hijo Pehr Noraeus.

## El juicio
Durante el juicio los ídolos de los dioses y el símbolo del dios Horagalles fueron colocados ante el tribunal, y este preguntó a Lars si le habían hecho algún bien. Respondió que sí, especialmente tres años antes; cuando una gran peste había afectado a su ganado, había pedido ayuda al dios cristiano, pero no llegó, pidió entonces a los antiguos dioses sami. El tribunal le preguntó si le habían ayudado, y él dijo que sí.
Lars les dijo que los sacerdotes cristianos le habían instruido, tanto en público como en privado, a temer al dios cristiano, quien, para empezar, había creado el ganado. Pero Lars declaró que los dioses antiguos respondían mejor y lo habían hecho mucho mejor que los sacerdotes.

## Veredicto y ejecución
Lars fue sentenciado por su "superstición pagana obstinada y de larga duración" a ser ejecutado según la ley de la iglesia después de las palabras del Éxodo, capítulo 22; Deuteronomio 5, capítulo 13 en la Biblia, y la ley secular de 1527. La sentencia fue confirmada por la corte real el 26 de abril de 1692.
Un año más tarde, en 1693, Lars fue obligado a amontonar su propia pira en Arjeplog con su tambor y los ídolos de sus dioses y luego quemado. Se dice que subió a la pira "con un extraño coraje". Según algunas fuentes, fue decapitado antes de ser quemado, que era la forma normal de realizar una ejecución en la hoguera en Suecia.

## Contexto
Este es el único caso de un sami quemado por su religión en Suecia. Juicios por brujería contra samis fueron más comunes en Noruega, donde al menos 26 samis fueron juzgados por brujería. A menudo eran contratados por locales no samis, que creían que podían influir en el clima; en 1627, Quiwe Baarsen fue quemado en Noruega acusado de haber hundido un barco de pesca al convocar una tormenta. En Suecia, solo hubo dos casos de juicios por brujería contra lapones; en 1671, el chamán octogenario Aike Aikesson fue sentenciado a muerte acusado por un misionero de haber provocado la muerte de un granjero mediante magia, pero murió antes de la ejecución. El juicio de Nilsson también puede ser visto como un juicio por brujería, pero no hay duda de que fue un juicio contra el paganismo por parte de la iglesia luterana, que se había establecido en Laponia poco antes, en una época en que los samis recientemente habían sido empujados a convertirse al cristianismo luterano. Desde la Edad Media los samis eran paganos entre ellos y cristianos en presencia de no samis, y a finales del siglo XVII, la iglesia luterana parecía mucho más ansiosa que la anterior católica por exponer todo ese paganismo secreto. En 1687, Erik Eskilsson y Amund Thorsson fueron juzgados por blasfemia merced a su paganismo, pero fueron liberados después de que se convirtieron al cristianismo. Entre 1665 y 1708, once personas en Laponia fueron sentenciadas a muerte por blasfemia por ser seguidores de la antigua religión sami, y cinco de las ejecuciones se llevaron a cabo.